# Binodoxys tomentosae
Binodoxys tomentosae är en stekelart som först beskrevs av Das och Chakrabarti 1990.  Binodoxys tomentosae ingår i släktet Binodoxys och familjen bracksteklar. Inga underarter finns listade.